# Никола I Петровић Његош
Никола I Петровић Његош (Његуши, 7. октобар/25. септембар 1841 — Антиб, 2. март 1921) био је књаз Црне Горе од 1860. до 1910. и краљ од 1910. до 1918. из династије Петровић Његош.
Наслиједио је на црногорском пријестолу свог стрица, књаза Данила. За вријеме његове владавине Црна Гора је Берлинским споразумом 13. јула 1878, послије Црногорско-турског рата, добила међународно признање и знатно територијално проширење. Даља територијална проширења Црне Горе услиједила су након Балканских ратова (1912—1913).
Никола I је реформисао државну управу, установио Министарски савјет, осавременио војску, Општим имовинским закоником ударио темељ правном систему и отворио врата страним инвестицијама. Октроисао је Устав Књажевине Црне Горе 1905, након чега је и сазвана Народна скупштина. Никола је владао аутократски, због чега је у Црној Гори стекао бројне непријатеље. Лично је био велики присталица српства и желио је уједињење Срба и других Јужних Словена на челу са династијом Петровић Његош, због чега је био у сукобу са Карађорђевићима, другом српском владарском династијом.
Након Мајског преврата 1903. и гашења династије Обреновић, познато је да је Никола ширио утицај на политичаре из Краљевине Србије. У том периоду отворено је исказивао претензије да буде краљ тзв. Краљевине Србије и Црне Горе. У борби за пријесто између Петровића Његоша и Карађорђевића на крају је победила династија Карађорђевић. Пошто је 1918. године створена Краљевина Срба, Хрвата и Словенаца на челу са Карађорђевићима и званично је престало супарништво две династије.
У Првом свјетском рату је објавио рат Аустроугарској. Краљевина Црна Гора је пружила отпор аустроугарској инвазији, али је морала капитулирати јануара 1916.
Краљ Никола се са Владом и Двором склонио у Француску, у егзил из којег се никада није вратио. Послије завршетка рата збачен је са власти на Подгоричкој скупштини. Упркос војним (Божићна побуна и црногорски комити који је потрајао до 1929.) и покушајима црногорске дипломатије на Париској конференцији, Црна Гора није успјела повратити свој међународно-правни суверенитет изгубљен крајем 1918. уједињењем са Краљевином Србијом.
Краљ Никола I је умро изолован у емиграцији, а сахрањен је у цркви Христа Спаситеља Санрему у Италији. Његови посмртни остаци и остаци његове супруге краљице Милене су 1989, уз највише државне почасти, пренесени и сахрањени на Цетињу, у Дворској цркви на Ћипуру.
Краљ Никола I огледао се и у књижевности. Најпознатији радови су му пјесма Онамо, ’намо! и драма Балканска царица.
Указом краља Петра I Карађорђевића од 22. (10) августа 1910. године, именован је за почасног генерала у Српској војсци. Истим указом је његовом сину Данило дат чин почасног пјешадијског пуковника, Мирко је именован за почасног пјешадијског капетана I класе, а Петар је постао почасни артиљеријски потпоручник. Данило и Мирко су остали у саставу 9. пјешадијског пука Србије „Књаз Никола I”, док је Петар додељен тимочком пољском артиљеријском пуку.

## Биографија

### Младост
Никола се родио у селу Његуши, одакле је поријеклом владајућа династија Петровић Његош. Његов отац, Мирко Петровић Његош је био чувени црногорски војвода и старији брат књаза Данила, који није имао мушког насљедника. Николина мајка Стана Петровић-Његош била је родом из познате породице Мартиновића.
Војвода Мирко је вјерио свог сина док је Никола имао 12 година за шестогодишњу Милену Вукотић, кћерку богатог војводе Петра Вукотића, блиског Мирковог пријатеља са ким је заједно ратовао током педесетих година 19. вијека. Двојица пријатеља су одлучила да учврсте пријатељство браком своје дјеце.
Никола, који је од дјетињства учен ратничким вјештинама, ријетко је виђао своју будућу супругу, пошто је провео дио свог дјетињства у Трсту у дому Кустића, из ког је потицала кнегиња Даринка, Данилова супруга и Николина стрина. Кнегиња Даринка је била велики франкофил, па је на њено инсистирање потенцијални насљедник послат на школовање у Лицеј Луја Великог у Паризу.
Након Даниловог убиства у Котору 1860. војвода Мирко је одбио црногорски пријесто, па је књажевска титула прешла на Николу. Никола је још увијек био у Паризу када је примио владу 13. августа 1860. у 19. години живота. Убрзо се разболио од упале плућа и био је на самрти. Када се опоравио, одлучено је да се Никола и Милена што прије вјенчају како би Црна Гора добила насљедника. Миленин отац је отпутовао у Санкт Петербург и обавијестио је руског цара Александра II о предстојећем вјенчању. Вјенчање је одржано у Влашкој цркви на Цетињу у новембру 1860.

### Књаз Црне Горе
Црногорски главари су дуго времена сматрали Црну Гору посљедњим неосвојеним остатком средњовјековног Српског царства и центром око којег ће се то царство обновити. Успостављање аутономне Кнежевине Србије унутар Османског царства је Црној Гори дало важног савезника, али и такмаца за преимућство у борби за ослобађање других области насељених Србима. Црна Гора се налазила на ободу Балканског полуострва, док се богатија и развијенија Србија налазила у њеном средишту. Такође, Београд је био бољи избор за пријестоницу уједињене српске државе, од забаченог и маленог Цетиња.
После атентата на његовог стрица кнеза Данила, одабран је за новог кнеза, пошто је претходно његов отац Мирко то одбио. Заједно са стрином кнегињом Даринком, оцем и многобројнон пратњом је присуствовао Даниловој сахрани. По завршетку опела, кнегиња Даринка је скинула калпак са Данилове главе из ковчега и ставила је Николи на главу, уз речи: Ево вам, господо и браћо Црногорци, новог и сретног кнеза и Господара, овако ми је покојник наредио и препоручио. Даринка му је прва пољубила руку после овога, а млади Никола је окупљенима рекао: Хвала вам, мила браћо моја! Ја сам ваш, а ви сте моји! Стараћу се, да не покорим наше старе, а то и вама највише препоручујем. После тога је сео поред кнегиње, а његов отац војвода Мирко је пољубио њему руку, а затим и кнегињи. То су урадили и сви окупљени, па је тиме после опела кнеза Данила дошло до свеопште прославе.
Одмах по ступању књаза Николе на власт, на Цетиње је дошао Вук Стефановић Караџић, са поруком српског кнеза Михаила Обреновића Црној Гори, о заједничким ослободилачким активностима против Турске. И сам кнез Михаило је релативно брзо као и кнез Никола ступио на престо, пошто је Милош Обреновић преминуо убрзо пошто је Никола постао кнез. Првих година управљао је уз помоћ и сарадњу свога оца, војводе Мирка. Никола је наставио да помаже отпор херцеговачких племена под Луком Вукаловићем, надајући се да ће Црна Гора имати користи од тог устанка. Године 1862. повео је за ослобођење Херцеговине први рат са Турском. Рат је био тежак за Црну Гору, јер велике силе нису подржавале Николине тежње. Турска војска предвођена Омер-пашом Латасом је 1862. нанијела Црногорцима тежак војни и политички пораз. Интервенција великих сила (Француске и Русије) је спријечила турско освајање Цетиња. Црна Гора је морала да прихвати јурисдикцију Турске над неким дијеловима своје територије. Посљедице овог пораза су имале велики утицај на будућу стратегију Црне Горе. Прије овог пораза, Никола је подржавао политику црногорске државности свога претходника кнеза Данила. Сада се окренуо политикама Петра I Петровића Његоша и Петра II Петровића Његоша за стварање новог српског царства, а себе је сматрао за легитимног царског наслиједника.
Кнез Михаило Обреновић је послао у Црну Гору свог изасланика Милана Пироћанца да предложи црногорском кнезу савез Србије и Црне Горе. Књаз Никола и војвода Мирко су тражили пуну војну сарадњу и то одмах, док је србијанска страна жељела само усаглашавање одбрамбене политике, плашећи се аустријског уплитања. Споразум је склопљен 23. септембра 1866. упркос противљењу војводе Мирка. Двије кнежевине су се споразумијеле да непрестано раде на ослобађању и уједињењу српског народа, подстрекивањем оружаних побуна у граничним дијеловима Османског царства. Споразум је такође предвиђао да ће црногорски кнез припојити своју кнежевину Србији и признати кнеза Михаила за врховног владара, док ће он бити други по редоследу насљеђивања. Ниједна страна није у потпуности поштовала споразум, јер су и за Петровиће-Његоше и Обреновиће династички интереси били пречи. То непридржавање споразума ће изазвати прикривено и дуго непријатељство двије династије.
Књаз Никола је 1867. године написао текст за химну Кнежевине Црне Горе — Онамо, 'намо! коју је компоновао један словеначки композитор по узору на пјесму бораца Гарибалдија за вријеме његових борби за уједињење Италије. Онамо, 'намо! је представљала борбу српскога народа за стару славу царства против Османског царства и повратак косовских светилишта као што су Високи Дечани. Химна није постала државна химна Кнежевине Црне Горе због свог исувише провокативног текста, али је постала народна химна.
Никола I је био члан Уједињене омладине српске током њеног постојања (1866—1871). Након што је организација забрањена у Кнежевини Србији и Аустроугарској, књаз Никола, Марко Миљанов, Симо Поповић, Машо Врбица и Васо Пелагић су на Цетињу 1871. основали Дружину за ослобођење и уједињење српско.
Књаз Никола је 1867. године посјетио француског цара Наполеона III у Паризу, а 1868. и Русију, гдје га је руски цар Александар II примио са широким почастима. Са царем Александром II још више је ојачао везе које су са Русијом утврдили његови преци. Боравио је и на дворовима у Берлину и Бечу. Знатно се зближио са руском царском породицом. По повратку с пута отпочео је живи рад на преуређењу државе. Уредио је војску, која му је била прва брига; отворио је по земљи судове и школе. Основао је Даниловград као прво плански пројектовано насеље у Црној Гори. Руски цар и царица су улагали у образовни систем Црне Горе и послали велике испоруке опреме и муниције за Цетиње.
Након што је учврстио власт, 1869. године је избио Бокељски устанак у Кривошијама због увођења опште војне обавезе у Аустроугарској. Иако је потајно помагао устаницима, књаз Никола је званично заузео неутралан став и спријечавао је шире учешће Црногораца у устанку.
Књаз Никола је 17. октобра 1870. прогласио песму Убавој нам Црној Гори за званичну химну Кнежевине Црне Горе. Када су околности дозвољавале, кнез Никола је покушао да се позива на панславизам, али и да тактизира. Исто тако Русија је подржавала Црну Гору онда када је то било у њеном интересу. Тако је 1871. одобрио излажење првих црногорских новина Црногорац, чији је службени власник био књажев секретар Јован Сундечић, а главни уредник Симо Поповић. У тим новинама Поповић је писао чланке којима је заговарао уједињење српства и оштро нападао Аустроугарску и Османско царство, због чега су оне биле забрањене у тим државама. Русија је истовремено приступила у Лигу три цара са Аустроугарском и Њемачком. Тако су новине често улазиле у сукоб са књазом Николом, који је морао да тактизира из политичких разлога. Стога су ове новине 1873. замијењене умјеренијим Гласом Црногорца, који ће до краја свог излажења бити полуслужбени гласник црногорске владе.

#### Црногорско-турски рат
Године 1876, у заједници са Србијом, са којом је књаз Никола још за вријеме кнеза Михаила склопио савез, Црна Гора је 2. јула 1876. објавила Турској рат за уједињење и ослобођење српскога народа, подстакнута устанком у сусједној Херцеговини.
Црногорци су однијели неколико брзих побједа над Турцима у биткама код Вучјег Дола, на Фундини и код Никшића. Након уласка Русије у рат, положај Црне Горе се чинио сигурном, што је Црна Гора искористила да заузме Билећу, Бар, Улцињ и Подгорицу. Санстефанским миром из марта 1878. Црна Гора је утростручила своју територију и удвостручила становништво. Међутим, велике силе су на Берлинском конгресу јуна и јула 1878. поништиле одредбе Санстефанског мира. Аустроугарска је нарочито тежила да ограничи црногорско проширење. На крају је територија Кнежевине Црне Горе проширена два пута, добила је излаз на Јадранско море и призната јој је независност. Како би задржао луку Бар, књаз Никола је морао да прихвати тешке аустроугарске захтјеве из Члана 29: да ограничи број пловила у барској луци, да забрани изградњу ратних бродова, да дозволи Аустроугарској ратној морнарици да патролира црногорским водама и да тражи дозволу од Аустроугарске да гради путеве и пруге у новоосвојеним крајевима. Још горе, Аустроугарска је окупирала Херцеговину, чије припајање Црној Гори је кнезу Николи био циљ још од доласка на власт, као и узвишење Спич којим је угрожавала Бар.

#### Аутократски владар
Књаз је био аутократски владар. Његови главни савјетници су били дванаест сенатора које је бирао сам кнез, обично из редова племенских старјешина. Сенат је истовремено био и суд. Књаз Никола је сазвао племенску скупштину на Цетињу за 2. април 1879. на којој је одлучено да државна управа реформише укидањем Сената и установљењем Државног савјета, Министарског савјета и Великог суда. За првог предсједника Министарског савјета изабран је кнежев рођак Божо Петровић Његош. Књаз је постављао чланове Државног савјета које је деловало као законодавно тело. Држава је подијељена на 12 нахија, а оне даље на капетаније и општине. На челу капетанија налазили су се капетани, који су имали и административну и судску улогу. Николине мјере централизације Црне Горе и његово одступање од старинских метода доношења одлука савјетовањем са племенским старјешинама их је отуђило од књаза. Са књазом су се сукобили Марко Миљанов, Јоле Пилетић, Пеко Павловић, Машо Врбица и други.
Порта је подстакла Арбанасе на отпор и по њеном наговору јула 1878. створена је Призренска лига с основним циљем да спријечи уступање Плава и Гусиња Црној Гори (Бој на Новшићу, Бој на Мурини). Овај дио Црне Горе остао је у границама турске царевине још наредне 33 године до званичне објаве рата Турској 1912.
Од 1881. па до балканских ратова настало је дуго доба мира. Окружен са три стране Аустроугарском, кнез Никола је мало шта могао урадити на спољном плану. Ово вријеме је књаз Никола умио искористити да Црну Гору управом и мирним радом уздигне на степен других европских држава, на који су је подигле побједе њене војске у ратним временима. Општим имовинским закоником из 1888. ударен је темељ правном систему и отворена су врата страним инвестицијама. Упркос проширењу, основни проблем државе је био тај да није имало довољно обрадиве површине да прехрани своје становништво. Основна дјелатност је била сточарство, а двије трећине извоза је отпадало на сточарске производе. Увозили су се житарице и текстил. Већина становништва је живјела у екстремном сиромаштву, због чега се селила у Србију или у Америку. Финансијска основа државе остала је и даље руска помоћ.
Проширење територије и међународно признање привукли су и страни капитал, прво аустроугарски, а касније највише италијански, па се у земљи формирају прва индустријска предузећа, што је условило развој саобраћаја и повезивање старих и новоослобођених територија.
Радио је у свим правцима културног развића. Подизао је школе, градио путеве, отварао нове вароши, издавао корисне законе, сређивао државну управу завођењем министарстава и подстицао привредни и трговински полет и општу радиност. Општем привредном и друштвеном напретку доприносили су угледни научни и културни посленици из Србије, Војводине, Далмације, Босне и Херцеговине, који су на позив кнеза Николе долазили и стварали у Црној Гори. Ипак, Црна Гора је и даље била у огромном заостатку за савременим цивилизацијским токовима тога времена. Тешки и дуготрајни рад на народном и државном добру олакшале су му јака воља и жица поезије, која га је учинила популарним српским пјесником.
Највећа му је брига била војска, коју је, помоћу Русије, подигао наоружањем и обуком на висину савремених задатака и потреба и организовао је по руском узору.
Родбинским везама са страним дворовима прибавио је Црној Гори још веће поштовање и појачао у великој мјери њен углед. Књаз Никола је имао користи од ривалства Обреновића и Карађорђевића. Између Милана Обреновића и њега је владала узајамна одбојност, нарочито од када се Милан 1882. прогласио краљем Србије. Три године касније удао је своју најстарију кћерку Зорку за Карађорђевог унука и Милановог ривала Петра Карађорђевића. Неко вријеме, пар је живио на Цетињу, гдје су рођени принчеви Ђорђе и Александар. Поред Зорке, Никола је имао још пет кћери, и све их је удао у познате европске династије. Принцезе Анастазија и Милица су се удале за руске велике војводе Николу Николајевича и Петра Николајевича из династије Романов и представљале су Црну Гору на руском двору. Принцеза Стана се удала за војводу Јохана од Лојхтенберга. Принцеза Јелена је постала краљица Италије, жена краља Виторија Емануела III. Један од тројице његових синова, принц Данило се оженио 27. јула 1899. војвоткињом Милицом од Мекленбург-Штрелица. Ови бракови су много допринијели побољшању међународнога положаја Црне Горе, а краљ Никола је био запамћен као таст Европе.
Кнез Никола је 1883. године посјетио османског султана у циљу измирења Књажевине Црне Горе и Османског царства. Од тада су црногорско-османски односи мирни. 1896. одржава свечано означавање 200-годишњице владавине династије Петровића Његоша. Односи Србије и Црне Горе, покварени ривалством Милана и Николе, поправили су се Николином посјетом Србији на Видовдан 1896. Прије него је посјетио краља Александра, кнез Никола је отишао у Москву на крунисање цара Николаја II. Отуда је при повратку отпутовао у Београд у пратњи своје свите. Краљ га је именовао за команданта IX пјешадијског пука. Никола се надао „орођавању” са младим краљем преко своје кћери Ксеније, јер се бивша краљица Наталија, врло често за њу распитивала. Наредне 1897. године, на Ђурђевдан, крсну славу Петровића-Његоша, краљ Александар је посјетио Цетиње, иако је краљ Милан из Беча покушавао осујетити овај пут.
Године 1897. избио је грчко-турски рат. Књаз Никола је остао по страни. Маја 1898. Никола је посјетио британску краљицу Викторију у Виндзорском замку. Овим дипломатским успјесима књаз Никола је знатно подигао међународни углед Црне Горе.
Док су краљеви Милан и Александар живјели скандалозним, луксузним и расипничким животом, дотле је књаз Никола желио да преузме морално вођство међу Србима. Због тога је 1902. оженио свог сина Мирка Наталијом Константиновић, из породице блиске Обреновићима. Какве год успјехе да је имао, они су били краткорочни, као и његови снови да на пријесто Србије доведе себе или неког од својих синова. Убиство краља Александра и краљице Драге у Мајском преврату, које је извршила група официра предвођена Драгутином Димитријевићем Аписом и постављање Петра Карађорђевића за краља Србије запечатили су Николине жеље. Николи је то све тешко пало, пошто је Србија Карађорђевића умјесто Црне Горе постала нови љубимац Русије на Балканском полуострву.
Кнез Никола је као руски савезник објавио рат Јапану. Међутим услед велике географске удаљености, учешће Црне Горе у руско-јапанском рату је било само симболично, јер је тиме исказивала своју захвалност Русији због помоћи у рату против Турске. Црногорски војници су се налазили у незнатном броју у војним јединицама руске војске.

#### Устав из 1905.
У унутрашњој политици књаз Никола је био превише својевољан и нетрпељив и, упркос неким успјесима, отуђио је од себе велики дио својих сарадника, црногорских главара и готово сву народну интелигенцију, школовану у Београду. Мајски преврат и успостављање стабилног парламентарног поретка у Србији је довело до раста политичког престижа Србије. У тим околностима опозиција је тражила успостављање уставне владавине и уједињење Србије и Црне Горе. У Русији цар Николај II је послије пораза у руско-јапанском рату и Руске револуције био принуђен да донесе устав. У таквим околностима књаз Никола се одлучио за прелаз на уставну владавину и сазове уставотворну скупштину. Дао је земљи устав 6. децембра 1905. познат под називом Никољдански устав јер је донет на Светог Николу.
Кнез Никола није хтио да преда власт; први црногорски Устав му је оставио неограничену власт. Према уставу, кнез је имао право да одобрава законе, да предлаже законе, да поставља министре и издаје декрете. Дио чланова скупштине је постављао кнез, а остатак је биран на изборима. Народна скупштина је имала право да дискутује о законима и предлаже буџет.
За првог председника Министарског савјета по доношењу устава кнез је именовао Лазара Мијушковића. Даривањем устава народу 1905. кнез Никола није измијенио и природу режима своје личне владавине. Никола је јасно ставио до знања да не жели политичке странке и било какву опозицију. Давање Устава 1905. није много поправило узајамно неповјерење.
Упркос Николиним мјерама предострожности, скупштина изабрана 1906. је покушала да му се супротстави. Народна скупштина је постала сцена жестоких обрачуна присталица и противника кнеза Николе. Услиједио је низ краткорочних политичких савеза, смјењивање влада и стварање огорченог политичког ривалства. Противници кнеза су предвођени кнежевим рођаком Шаком Петровићем Његошем организовани у Клуб народних посланика и у народу су били прозвани клубашима. Клубаши су подржавали тијешње везе са Србијом и југословенску идеју. Не чекајући да јој новоизабрана скупштина изгласа неповјерење, Мијушковићева влада је поднијела оставку у новембру 1906. Мандат за састављање владе кнез је повјерио клубашу Марку Радуловићу. У драстичним обрачунима политичких противника режим најчешће није бирао средства, али ни опозиција. Радуловић је фебруара 1907. поднио оставку. Мандат за састав нове повјерен је Андрији Радовићу, којег је кнез Никола, за разлику од претходника Радуловића, сматрао својим човјеком, оданим и послушним. Клубаши су у фебруару 1907. основали Народну странку, прву политичку странку у Црној Гори. Како би се успоставила противтежа у Скупштини, скупштинска мањина која је окупљала од кнежеве конзервативне присталице је организована у Праву народну странку, у народу познату као праваши. Предводио их је Лазар Мијушковић. Да би направио баланс, књаз је предложио двјема струјама да образују коалициону владу, што већина (клубаши) није прихватила, а влада Андрије Радовића је поднијела оставку. Нову владу, априла 1907, образовао је Лазар Томановић, поријеклом из Боке, који није припадао ниједној политичкој групацији у скупштини. Јула 1907. кнез је распустио Црногорску народну скупштину, забранио рад Народној странци и излажење листа Народна мисао. Народна странка је одлучила да бојкотује изборе 1907. због кнежевих лоших односа са Србијом. Неки клубашки прваци су били хапшени, попут Лазара Сочице, док су многи клубаши, попут Андрије Радовића и Марка Даковића емигрирали.
Кулминацију таквог стања представљају Бомбашка и Васојевићка афера, чије ће се посљедице у политичком животу Црне Горе осјећати и касније. Бомбашка афера 1907. и Васојевићка афера 1909. свој епилог су добиле на судским процесима у Цетињу и Колашину, на којима су противници режима осуђени на дугогодишње затворске казне. На судском процесу у Колашину осуђени на смрт који су били у рукама власти су и стријељани. Иако постоје поједине узрочно-посљедичне везе између Бомбашке и Васојевићке афере, то су два одвојена историјска догађаја који немају подударности, осим општег политичког контекста.

#### Анексиона криза
Аустроугарски монарх Франц Јозеф је 6. октобра 1908. формално прогласио анексију Босне и Херцеговине. Односи измјеђу Цетиња и Беча су убрзо дошли до границе пуцања. Неко вријеме се чинило да се криза може ријешити само ратом. Кнез Никола је искористио Анексиону кризу и дјеловао је као да је он неоспорни вођа свих Јужних Словена.
Кнез Никола је унапријед дознао за предстојећу анексију из руских кругова. Његова прва реакција изречена аустроугарском посланику на Цетињу је била умјерена; краљ је жалио због анексије, али је затражио као компензацију дио Херцеговине у циљу очувања добросусједских односа. Аустроугарски посланик је разувјерио Николине жеље, понудивши за црногорско одржавање добросусједски односа измјену Члана 29. Овај приједлог није одобровољио кнеза Николу. У обраћању црногорском народу, Никола је бираним ријечима осудио анексију као кршење одредаба Берлинског конгреса.
Односи Црне Горе и Србије су били затегнути од Бомбашке афере, али је заједничка стрепња натјерала двије владе да се измире. Краљ Петар је оклијевао да се измири са својим тастом, али је ипак услишио жељу свог министра спољних послова Милована Миловановића. Миловановић је предложио да двије земље дјелују „заједно, раме уз раме, као прави синови једне породице” у циљу остваривања аутономије Босне и Херцеговине, подјели Новопазарског санџака и укидању Члана 29. Миловановић је 8. октобра на Цетиње послао Јована Јовановића као специјалног изасланика србијанске владе, чиме је покренут процес поновног приближавања. Исто тако, кнез Никола је послао у Београд бригадира Јанка Вукотића, краљичиног рођака, да преговара о црногорско-србијанском савезу. Вукотић је у Београду склопио офанзивно-дефанзивни савез Црне Горе и Србије против Аустроугарске по ком су двије државе подијелиле интересне сфере у Босни и Херцеговини и обавезале се да ће једна другој притећи у помоћ у случају рата против Аустроугарске. Вукотићева мисија је била први опипљиви знак побољшања односа двије државе, изазван у цијелости аустроугарском политиком.

### Краљ Црне Горе

#### Крунисање за краља
Током 1909. кнез Никола је покренуо низ дипломатских акција са циљем интернационализације црногорског питања. Позвао је италијанску, француску и аустроугарску флоту да уплове у Бар. Неколико официра ових флота је посетило кнеза Николу на Цетињу. Сви официри су отишли из Црне Горе са утиском да ће се на педесету годишњицу владавине Никола крунисати за краља. То је наговијестио сам Никола у својем новогодишњем обраћању. Питање Николиног крунисања за краља је било тема писања србијанских и црногорских новина почетком 1910. У већини србијанских медија могућност Николиног крунисања за краља је примљена негативно. Постављало се питање да ли ће Николин зет, краљ Петар, посјетити церемонију, што би било знак да Србија признаје проглашење Црне Горе за краљевину. Предсједник србијанске владе и вођа Народне радикалне странке Никола Пашић је сматрао да би Николино крунисање сукобило династије Петровића-Његош и Карађорђевића и довело до подјеле српства у два супротстављена табора.
Влада Црне Горе је чекала неко вријеме пре изношења званичног саопштења о организовању прославе педесете годишњице. Априла 1910. створен је организациони одбор на челу са митрополитом црногорским Митрофаном Баном. Дан пре почетка прославе, Цетиње је први пут освијетљено електричном енергијом.
Србијанску делегацију су предводили, Николин унук престолонасљедник Александар, министар одбране Степа Степановић, начелник генералштаба Радомир Путник и командант 9. пешадијског пука 9. дивизије назване по кнезу Николи, и још неколико официра. Краљева унука, принцеза Јелена Карађорђевић је дошла на обиљежавање годишњице као приватно лице.
На педесету годишњицу своје владавине, кнез Никола се 28. августа 1910. прогласио краљем, у складу са петицијом из Народне скупштине. У исто вријеме је постао почасни фелдмаршал руске војске. Тродневној свечаности крунисања присуствовали су бугарски краљ Фердинанд са сином Борисом, италијански краљ Виторио Емануеле са краљицом Јеленом, кнез Франц Јозеф Батенберг, грчки пријестолонасљедник Константин, руски велики кнежеви Петар и Никола Николајевич са супругама великим кнегињама Милицом и Анастасијом.
Претварањем Кнежевине у Краљевину црногорски владар је рачунао на подизање личног престижа и угледа династије Петровића-Његоша, а на другој страни побољшавање свог „пољуљаног” угледа услед обрачуна са политичким противницима апсолутизма.

#### Балкански ратови
Краљ Никола I се убрзо окренуо против Османскога царства за вријеме Источног проблема, како би задао последњи ударац Османлијама у Европи. Ступио је 1912. године у савез са осталим православним хришћанским монархијама Балкана — Србијом, Грчком и Бугарском и до 1913. године Црна Гора је знатно проширила своје територије. Црногорска војска спојила се са Војском Краљевине Србије и подијелила Санџак, продрла ка Космету заузевши Метохију и напредовала у Скадарски санџак. Краљ Никола је пркосио Великим силама и опсјео Скадар, упркос чињеници да су Велике силе блокирале обалу Црне Горе. Око 10.000 црногорских бораца је погинуло освајајући Скадар од Османских снага под вођством Есад-паше. Даља учешћа у Балканским ратовима, црногорска војска је прошла као дио Српске војске. Исте године је Букурештанским миром успостављен нови поредак на Балкану. Упркос црногорским војним успјесима, Црна Гора је морала предати велики број територија, укључујући и Скадар, новоствореној Албанији због залагања Аустроугарске и других великих сила.
Током и након Балканских ратова односи Русије и Црне Горе били су затегнути. Краљ се замјерио Русији због њене неспремности да подржи црногорске захтјеве у вези са Скадром, као и одбијањем Русије да помогне у исплати црногорских ратних трошкова. Никола је показао своје незадовољство руским понашањем у захтјеву царици Александри да затвори Дјевојачки институт на Цетињу, који је основала царица Марија, иако је четири године раније хвалио институт као центар словенске културе.
На унутрашњој политици, ово је било вријеме када је политичка опција уједињења са Србијом добила на значају. Међу народом, војском, политичким круговима и у влади идеја о уједињењу је била јака. Узалудни напори око заузимања Скадра су додатно пољуљали углед краља Николе и његових синова, али је сиромаштво и заосталост Црне Горе и даље био главни разлог идеје за уједињењем.  Идеја уједињења је најјаче заговорнике имала у Јовану Ђоновићу и Тодору Божовићу, а потенцијалног вођу у Андрији Радовићу. Новоизабрана Народна скупштина је у потпуности подржавала блиске везе са Србијом, а спољна политика владе Јанка Вукотића је била смишљена тако да се у потпуности ослањала на сарадњу са Србијом.

#### Први свјетски рат
У Првом свјетском рату, краљ Никола је први понудио помоћ Србији да одбију Аустроугарску са Балканског полуострва, упркос покушајима Беча да Црна Гора остане по страни. Краљ Никола је 6. августа 1914. у краљевском прогласу оптужио Аустроугарску да је дуг временски период опструисала српски национални развој и радила против интереса Јужних Словена.
Распоред и јачина црногорске војске, као и њихова офанзивна дејства била су одређена жељом краља Николе да заузме Боку которску, југоисточну Херцеговину и дијелове Далмације. Развој догађаја је показао слабе стране овог плана и нереалне жеље краља Николе, што су критиковале србијанска и руска влада. Стога су србијанска и црногорска команда августа 1914. приступиле изради заједничког плана војних операција и размијениле делегате; бригадир Јово Бећир је делегиран у србијанску Врховну команду, а генерал Божидар Јанковић и пуковник Петар Пешић у црногорску Врховну комадну. Основна идеја је било да двије трећине црногорске војске у сарадњи са србијанском Ужичком војском изведе офанзиву у источну Босну. Србијанско-црногорска офанзива из септембра 1914. се зауставила пред Сарајевом и Власеницом. Овај продор црногорске и србијанске војске је изазвао радост у источној Босни, нарочито међу српским становништвом, и приморао генерала Оскара Поћорека да реорганизује своју војску и покрене успјешан противнапад.
Бећир се није дуго задржао на мјесту црногорског делегата при србијанској врховној команди, пошто је поднио оставку 13. октобра због јаке тежње за припајањем Црне Горе Србији која је владала у србијанској војсци. Најгласнији међу србијанским официрима били су чланови организације Црна рука, а њихов вођа Драгутин Димитријевић Апис имао је своје планове за уједињење, које је укључивало и убиство краља Николе у случају потребе. Србијанска влада се бранила да је став Црне руке став појединаца и да није службена политика. Иако се чини да је краљ Никола прихватио овакво објашњење, није именовао новог црногорског делегата, већ је овластио генерала Божидара Јанковића за свог представника при србијанској врховној команди. Тако је Јанковић истовремено био начелник црногорске Врховне команде, србијански делегат у црногорској Врховној команди и црногорски делегат у србијанској Врховној команди.
Успјешна прва ратна година је подигла међународни углед Србије. Престиж Србије је постао очигледан како је србијанска влада одлучила да дефинише своје ратне циљеве на састанку у Нишу 7. децембра 1914. Документ, познат као Нишка декларација, изнео је потребу посљератног уједињења Срба, Хрвата и Словенаца. Црна Гора је полако гурана на маргину процеса изградње посљератне државе, а овај потез Србије подржавале су Русија, Француска и Уједињено Краљевство.
Краљ Никола и његови најближи сарадници су имали резерве у погледу уједињења и покушали су да осигурају специјалан положај за Црну Гору у било каквој будућој југословенској држави. Николин емисар у САД Јован Матановић је представио тријалистичко уређење југословенске државе коју би чиниле Србија, Црна Гора и Хрватска. Принц Данило је понудио да статус Црне Горе у Великој Србији буде сличан статусу Краљевине Баварске у оквиру Њемачког царства.
Водећи независну спољну политику, краљ Никола је покушао да консолидује своју све несигурнију позицију и осигура да Црна Гора са њим на челу буду на равној нози са Србијом. Стога је представио посебне територијалне захтјеве Црне Горе све до ушћа ријеке Маће у Албанији и јадранску обалу до ушћа Неретве или Сплита на сјеверу, цијелу Херцеговину и дио Босне. Надао се могућности да заједно са Италијом дејствује по Далмацији чим она уђе у рат на страни Антанте. Покушао је да буде и војно независан именујући бригадира Митра Мартиновића за свог специјалног представника у Русији. Крајем јуна 1915, након што је србијанска војска заузела дио сјеверне Албаније, краљ Никола је, упркос Јанковићевим протестима, наредио Старосрбијанском одреду бригадира Радомира Вешовића да заузме Скадар. Јанковић је поднио оставку и замјењен је пуковником Пешићем. Заузимање Скадра је оштетило углед краља Николе међу савезничким владама. Од заузимања Скадра односи између Србије и Црне Горе ушли су у нову фазу, које је одликовало отворено непријатељство командних структура Србије и Црне Горе и критике са србијанске стране. У августу 1915. краљ Никола је изјавио Пешићу да до уједињења може доћи само по његовој смрти, под условом да Црна Гора и њена династија буду равноправне.
Истовремено са аустроугарско-њемачко-бугарском офанзивом на Србију почела је аустроугарска офанзива на Црну Гору. У октобру 1915. краљ Никола није дозволио бројчано слабијој црногорској војсци да се са главнином србијанске војске повуче на Јадранску обалу. Санџачка војска је штитила повлачење србијанске војске борећи се против аустроугарских снага код Калиновика, Клобука и Фоче, а 6. и 7. јануара је однијела побједу у Мојковачкој бици. Међутим, стање на ловћенском фронту је било другачије. Аустроугарска пјешадија је била шест пута бројнија, а сама Аустроугарска је имала 12 пута више топова од Црне Горе. У тако тешкој ситуацији први пут од почетка рата сазвана је Народна скупштина, која је приморала владу Мила Матановића на оставку. Одлучено је да би Црна Гора требало да се угледа на примјер Србије, да борбом купује вријеме за повлачење. Краљ Никола је једва успио да именује нову владу Лазара Мијушковића. У децембру 1915. године краљ Никола је покушао да преговара са Аустроугарском око сепаратног мира чиме је изгубио кредибилитет пред силама Антанте.
Аустроугарска војска је 6. јануара покренула офанзиву на Ловћен. Два дана касније почела су дејства са ратних бродова из Тиватског залива и Јадранског мора. Аустроугарска Трећа армија је упркос јаком отпору 11. јануара заузела Ловћен. Такво брзо аустроугарско напредовање је давало утисак слабог отпора и паника је захватила Црну Гору, што је рђаво одјекнуло на осталим фронтовима. Недостатак ратног материјала је појачало растројство и слабило уверење у успјех отпора. Црногорска Врховна команда је 11. јануара затражила примирје, али је аустроугарска страна захтијевала безусловну капитулацију и предају србијанске војске која се још увијек налазила у Црној Гори. Краљ Никола је још једном поновио да је његова намјера да се води одсудна битка, али како до ње није никада дошло, појавиле су се сумње да он само спречава заједничко повлачење црногорске и србијанске војске. Упркос жељама политичара да се приступи преговорима, неки војни заповједници, попут Јанка Вукотића, тражили су борбу или одступање према Албанији. Аустроугарске снаге су 13. јануара ушле у Цетиње и продором дуж приморја и код Подгорице одсјекле одступање црногорске војске према Албанији. Црногорска влада је 16. јануара пристала на безусловну капитулацију, али је одбила да преда србијанске војнике који су се још увијек налазили у Црној Гори. Краљ Никола је 19. јануара, испоставиће се заувијек, напустио Црну Гору и избјегао у Бриндизи. У Црној Гори је остао принц Мирко. Црногорска војска је капитулирала 25. јануара 1916. што је de facto био и крај постојања црногорске државе.

#### Избјеглиштво
Краљ Никола је из Италије отпутовао за Француску, у Лион, а затим га је француска влада преселила у Бордо. Краљ Никола је у мају прешао у париско предграђе Неји, а црногорска влада се овамо преселила у августу 1916. Краљ и влада су у Француској наставили да представљају Црну Гору, али више нису имали своју војску, за разлику од србијанске владе.
Питање уједињења Србије и Црне Горе је погоршано како су обије владе сада биле у изгнанству. Краљ Никола није одобравао скупљање добровољаца за србијанску војску међу црногорским исељеницима у Јужној Америци које је водио Шпиро Познановић у име србијанске владе.
Краљ Никола је покушао да консолидује своју моћ. Међутим, само је у Италији нашао довољно подршке за своје циљеве, која се противила успостављању југословенске државе. Француска је подржавала уједињење. Положај краља се није поправио, а уједињење Црне Горе и Србије је постало главна тема међу црногорским емигрантима. Емигранти су били подијељени у све мањи број краљевих присталица и све ширу опозицију. Због тога је краљу постало све теже да образује стабилну владу. Због сукоба са неким члановима династије и на крају самим краљем, Лазар Мијушковић је поднио оставку, оптуживши краља да изазива проблеме које ће опструисати уједињење. Владу је затим образовао Андрија Радовић, коме је успјело да поправи положај краља и владе. Међутим, управо је Радовић био главни заговорник става да је историјска улога Црне Горе завршена. Предложио је да се најстарији мушки чланови династија Петровић-Његош и Карађорђевић смјењују на пријестолу уједињене државе. Краљ је понављао да није против уједињења, али је одуговлачио да одговори на неколико захтјева свог премијера. Због тога је Радовић поднио оставку у јануару 1917. и замијењен је бригадиром Милом Матановићем. Матановић је у име цијеле владе упозорио краља да је крајње вријеме да поведе преговоре о уједињењу и да у народу може доћи до побуне због Николиног колебања. Краљ се оглушио о Матановићеве приједлоге, па је и он поднио оставку. Затим је краљ повјерио мандат Евгенију Поповићу, конзулу у Риму, који је уживао италијанску подршку. Краљ Никола је успио да обезбиједи оданост министара до краја рата, али он и његове политичке присталице су изгубили свако повјерење у народу.
У међувремену су краљеви противници основали Црногорски одбор за народно уједињење, који је финасирала Србија. На челу одбора налазио се Андрија Радовић. Комитет је био активнији и успјешнији од краља и његове владе. До почетка 1918. постало је јасно да је краљ изгубио све своје савезнике и изгубио наклоност свих великих сила, изузев Италије. Краљ и влада су водили пропагандни рат против Одбора, оптужујући их августа 1918. за велеиздају Црне Горе и југословенске идеје. Оптужницу против Одбора је у „Гласу Црногорца” потписао министар унутрашњих послова Нико Хајдуковић. Она је представљала посљедњи покушај спасавања независне Црне Горе и њене династије. Оваква оптужба против Радовића, главног заговорника југословенске идеје међу Црногорцима, наишла је на осуду британског министарства спољних послова. Ова оптужница није била главни разлог савезничког напуштања краља Николе, али је представљала његову посљедњу фазу.
У сљедећа два мјесеца Централне силе су поражене на Солунском и Западном фронту. Србијанска војска је преузела контролу над Црном Гором од Централних сила. Савезничке мисије Србије, Италије, Француске, Уједињеног Краљевства и САД су задужене да привремено окупирају и успоставе контролу над Црном Гором. Почетком октобра 1918. започете су разне иницијативе да формализују уједињење како се рат ближио крају. Влада Србије је 15. октобра основала Централни извршни одбор за уједињење Србије и Црне Горе, који су чинила по два јака заговорника уједињења из Србије и Црне Горе. Одбор је 25. октобра у Беранама одлучио да спроведе нове изборе. На изборима су учествовале двије листе, зелена и бијела. Зелену листу су чинили конзервативне присталице краља Николе предвођене Шпиром Томановићем које су се залагале за условно уједињење. Бијелу листу су чиниле присталице безусловног уједињења предвођене Гаврилом Дожићем. Бијели су представљали краља као непријатеља демократије, издајника народа и династичких циљева. Избори су одржани 19. новембра 1918. Бијели су побједили у свим мјестима, осим на Цетињу, док су у Бијелом Пољу, Плаву и Гусињу повјеренике изабрале локалне заједнице. Резултати избора су постали очигледни и прије званичног објављивања. У посљедњем покушају да заштити независну Црну Гору, Италија је покушала да заузме Цетиње и прогласи обнову црногорске државе. Напад је почео из Бока которске, али се италијанска војска повукла због могућности рата са Србијом и због притиска Савезника.

#### Збацивање са црногорског пријестола
Велика народна скупштина је конституисана 24. новембра 1918. у Подгорици, а не у пријестоници Цетињу. Скупштина је 26. новембра 1918. оптужила Николу за издају, збацила га са пријестоља Краљевине Црне Горе и убрзо му забранила повратак у Црну Гору. Истог дана Скупштина је изгласала присаједињење Краљевини Србији. Одлука је извршена неколико дана касније, 29. новембра.
Збачени краљ и његова влада Црне Горе у егзилу су за ово чули од француске обавјештајне службе. Никола је одбацио одлуке скупштине, назвавши је незаконитом и позивајући се на Никољдански устав. Позвао је Црногорце да не прихвате уједињење. Премијер Евгеније Поповић је написао протест великим силама. Зелени, предвођени Крстом Поповићем и бившим министром Јованом Пламенцем, уз подршку Италијана су промјенили своје циљеве у потпуну независност Црне Горе и на Божић 1919. подигли Божићну побуну. Међународна заједница се успротивила устанку и србијанска војска је угушила устанак, разбивши побуњеничке опсаде Цетиња и Никшића. Већина устаника је амнестирана, али неки су водили герилски отпор све до 1926.
Током Париске мировне конференција, представник црногорског краља је позван да одржи говор у којем је протестовао због анексије, али за потписивање Версајског мира, позвани су само пројугословенски представници Црне Горе. На овој конференцији призната је Краљевина Срба, Хрвата и Словенаца, али је црногорско питање остављено да се ријеши касније због устанка у Црној Гори.

#### Смрт и сахрана ван отаџбине
Послије Првог свјетског рата Црна Гора је уједињена са осталим земљама Јужних Словена у Краљевину Срба, Хрвата и Словенаца. Све до смрти краља Николе Италија је помагала његове тежње за обновом Краљевине Црне Горе. Италија је подржавала црногорску избјегличку владу до краја 1921, која је упућивала меморандуме Друштву народа, протестујући због „издаје Црне Горе од стране сила”. Никола је преминуо у Антибу 1921. По жељи његове кћери краљице Јелене, сахрањен је у руској цркви у Санрему. Независност Црне Горе велике силе признавале су све до 1922. када су све прихватиле југословенску власт.

## Постхумно
После његове смрти на чело Петровића Његоша је дошао његов најстарији син Данило, али се он из непознатих разлога после само 6 дана одрекао тог звања у корист свог 13-годишњег братанца Михаила. На челу Михаиловог намесништва је била његова стрина краљица Милена. Када је Михаило постао пунолетан, признао је владавину свог стрица краља Александра Карађорђевића у Југославији. Током касније окупације Југославије за време Другог светског рата је одбио понуду да буде краљ Црне Горе.
Супруга Милена је такође у Антибу у Француској преминула 2 године после њега са 75 година. Ћерка Вјера је остала неудата и преминула је 1927, пет година касније му је од болести преминуо најмлађи син принц Петар, а непуне 3 недеље по избијању Другог светског рата му је у Аустрији преминуо најстарији син Данило. Ни Данило ни Петар нису имали дјеце.

### Сахрана на Цетињу
Земни остаци краља Николе, краљице Милене, принцеза Ксеније и Вјере су пренесени из цркава у Сан Рему (Италија) и Кану (Француска) и 1. октобра 1989. године сахрањени у Дворској цркви на Цетињу, уз највише почасти.

## Титуле
- 19. фебруар 1840 — мај 1858: Његово Височанство војвода Никола Петровић Његош
- мај. 1858 — 13. август 1860: Његово Светло Височанство Никола Петровић Његош, велики војвода Грахова
- 13. август 1860 — 28. август 1910: Његово Светло Величанство кнез Никола Петровић Његош од Црне Горе
- 28. август 1910—26. новембар 1918: Његово Величанство краљ Никола I Петровић Његош од Црне Горе
  - 2. март 1921: Његово Величанство краљ Никола Петровић Његош у егзилу.

## Књижевни рад
Књаз и краљ Никола је углавном писао родољубиве пјесме, затим епске спјевове и драме у стиху. Био је познат и као изузетан бесједник.
Пјесму Онамо, 'намо! испјевао је 1866, непосредно послије склапања савеза са кнезом Михаилом Обреновићем за заједничку борбу Србије и Црне Горе за ослобођење српског народа од Турака. Пјесма је због својих оштрих ријечи била неприкладна за државну химну. Била је народна химна и химна неких родољубивих друштава. Умјесто ње, Црногорска химна је постала пјесма Убавој нам Црној Гори, коју је написао кнежев секретар Јован Сундечић. Пјесму Онамо, 'намо! је Богдан Поповић унио у Антологију новије српске лирике (1911). Штампана је и у антологијама родољубиве поезије Песме домовини Трифуна Ђукића (1938), као и у другим антологијама српског родољубивог пјесништва.
Већина историчара и теоретичара књижевности сматра да је у целом опусу књижевног стваралаштва Николе I Петровића Његоша његова драмска дела заузимају најважније место. Током пуне три деценије повременог бављења драмским стваралаштвом испољавао је изражене литерарне амбиције. Из тога рада оставио је три завршена драмска дела:
- стиховану трагедију Балканска царица — драма у три радње (1886)
- стиховану трагедију Књаз Арванит — драмски чин (1896)
- Како се ко роди — шаљива игра у три чина (1898)

Два драмска фрагмента Вукашин („уломак из трагедије”) 1867. и Хусеин-бег Гардашевић, штампан постхумно из рукописа и први пут објављен у Цјелокупним књижевним дјелима Николе I Петровића Његоша у Подгорици 1937. године. Поред овога довршио је пре 1895. године и неки пригодни позоришни комад из народног живота  за децу, који је представљен само у домаћем дворском кругу, али овај рукопис до данас није пронађен.
Данас се оцењује да је најважнији од свих његових драмских дела драмски спев Балканска царица. Ово своје најпознатије дело Никола I почео је да пише крајем 1881. или почетком 1882. године, а затим прерадио и проширио. У овом облику Балканска царица је довршена 1884, на четристогодишњицу подизања Манастира Ивана Црнојевића. Тај историјски датум Никола I је обележио, поред осталог, овом драмом и изградњом дворске капеле на рушевинама Црнојевића манастира на Ћипуру.

## Породично стабло
| \| \| \| \| \| \| \| \| 4. Станко Петровић Његош \| \| \| \| \| \| \| \| \| \| \| \| \| \| \| \| \| \| \| \| \| \| \| \| \| \| \| \| \| \| \| \| \| \| \| \| \| \| \| \| \| \| 2. Мирко Петровић Његош \| \| \| \| \| \| \| \| \| \| \| \| \| \| \| \| \| \| \| \| \| \| \| \| \| \| \| \| \| \| \| \| \| \| \| \| \| \| \| \| \| \| \| \| \| \| \| \| \| \| \| \| \| \| \| \| \| \| \| \| \| \| \| \| \| \| \| \| \| \| \| \| \| \| \| \| \| \| \| \| \| \| \| \| \| \| \| \| \| \| \| \| \| \| \| \| 1. Никола I Петровић Његош \| \| \| \| \| \| \| \| \| \| \| \| \| \| \| \| \| \| \| \| \| \| \| \| \| \| \| \| \| \| \| \| \| \| \| \| \| \| \| \| \| \| \| \| \| \| \| \| \| \| \| \| \| \| \| \| \| \| \| \| \| \| \| \| \| \| \| \| \| \| \| \| \| \| \| \| \| \| \| \| \| \| \| \| \| \| \| \| \| \| \| \| \| \| \| \| 3. Стана Мартиновић \| \| \| \| \| \| \| \| \| \| \| \| \| \| \| \| \| \| \| \| \| \| \| \| \| \| \| \| \| \| \| \| \| \| |                            |  |  |  |  |  |                          |  |  |  |
| |                            |  |  |  |  |  | 4. Станко Петровић Његош |  |  |  |
| |                            |  |  |  |  |  |                          |  |  |  |
| |                            |  |  |  |  |  |                          |  |  |  |
| |                            |  |  |  |  |  |                          |  |  |  |
| | 2. Мирко Петровић Његош    |  |  |  |  |  |                          |  |  |  |
| |                            |  |  |  |  |  |                          |  |  |  |
| |                            |  |  |  |  |  |                          |  |  |  |
| |                            |  |  |  |  |  |                          |  |  |  |
| |                            |  |  |  |  |  |                          |  |  |  |
| |                            |  |  |  |  |  |                          |  |  |  |
| |                            |  |  |  |  |  |                          |  |  |  |
| |                            |  |  |  |  |  |                          |  |  |  |
| | 1. Никола I Петровић Његош |  |  |  |  |  |                          |  |  |  |
| |                            |  |  |  |  |  |                          |  |  |  |
| |                            |  |  |  |  |  |                          |  |  |  |
| |                            |  |  |  |  |  |                          |  |  |  |
| |                            |  |  |  |  |  |                          |  |  |  |
| |                            |  |  |  |  |  |                          |  |  |  |
| |                            |  |  |  |  |  |                          |  |  |  |
| |                            |  |  |  |  |  |                          |  |  |  |
| | 3. Стана Мартиновић        |  |  |  |  |  |                          |  |  |  |
| |                            |  |  |  |  |  |                          |  |  |  |
| |                            |  |  |  |  |  |                          |  |  |  |

## Породица

### Супружник
| име            | слика | датум рођења | датум смрти    |
| -------------- | ----- | ------------ | -------------- |
| Краљица Милена |       | 4. мај 1847. | 16. март 1923. |

### Деца
| име                       | слика | датум рођења       | датум смрти         | супружник                                              |
| ------------------------- | ----- | ------------------ | ------------------- | ------------------------------------------------------ |
| Кнегиња Зорка             |       | 23. децембар 1864. | 16. март 1890.      | краљ Петар I                                           |
| Велика кнегиња Милица     |       | 26. јул 1866.      | 5. септембар 1951.  | Велики кнез Петар Николајевич                          |
| Велика кнегиња Анастасија |       | 4. јануар 1868.    | 15. новембар 1935.  | Георг фон Лојхтенберг; Велики кнез Николај Николајевич |
| Принцеза Марија           |       | 29. март 1869.     | 7. мај 1885.        | звана Марица, умрла у младости                         |
| Принц Данило              |       | 29. јун 1871.      | 24. септембар 1939. | Јута од Мекленбурга                                    |
| Краљица Јелена            |       | 8. јануар 1873.    | 28. новембар 1952.  | Краљ Виторио Емануеле III                              |
| Принцеза Ана              |       | 18. август 1874.   | 22. април 1971.     | Франц Јозеф од Батенберга                              |
| Принцеза Софија           |       | 2. мај 1876.       | 14. јун 1876.       | умрла у детињству                                      |
| Принц Мирко               |       | 17. април 1879.    | 2. март 1918.       | Наталија Константиновић, брак разведен                 |
| Принцеза Ксенија          |       | 22. април 1881.    | 10. март 1960.      | није се удавала                                        |
| Принцеза Вјера            |       | 22. фебруар 1887.  | 31. октобар 1927.   | није се удавала                                        |
| Принц Петар               |       | 10. октобар 1889.  | 7. мај 1932.        | Виолета Вегнер                                         |

## Занимљивости
- Са 12 брачних дјеца он и краљица Милена држе рекорд међу српским династијама. Милош Обреновић је имао 16 дјеца, али је од њих 8 било ванбрачно.
- Такође држи рекорд по дужини владавине, пошто је владао 56 година, од 1860. до 1918.
- Од његова 3 сина, само је принц Мирко имао потомство.
- Због тога што су му ћерке биле удаване по разним европским краљевским породицама, имао је надимак таст Европе. Ћерка Јелена је била удата за краља Италије Виторија Емануелеа III, Зорка за будућег краља Србије Петра I, док су остале биле удате у разним руским и њемачким кућама.
- Није био једини таст Европе у своје вријеме, пошто је тај надимак имао и дански краљ Кристијан IX.
- Био је дјед по мајци краљу Југославије Александру и краљу Италије Умберту II.
- Преко ћерке Зорке је био родбински повезан са Карађорђевићима, а преко жене свог сина Мирка је био повезан са Обреновићима, пошто је Наталија Константиновић праунука Јеврема Обреновића.
- Први је владар Црне Горе који је посјетио Србију, када је за Видовдан 1896. званично посјетио краља Александра Обреновића. Он је своју посјету узвратио следеће године на Ђурђевдан.
- У војсци Краљевине Србије је био почасни генерал, и имао је пук назван по себи. Указом краља Петра I Карађорђевића од 22. (10) августа 1910. године, је именован за почасног генерала у српској војсци. Истим указом је његовом сину Данило дат чин почасног пешадијског пуковника, Мирко је именован за почасног пешадијског капетана I класе, а Петар је постао почасни артиљеријски потпоручник. Данило и Мирко су остали у саставу 9. пешадијског пука Србије „Књаз Никола I”, док је Петар додељен тимочком пољском артиљеријском пуку.[2]
- Лично је присуствовао крунисању руског цара Александра III 1881. године.
- Током 1864. је Русија предлагала да кнез Михаило Обреновић усвоји кнеза Николу и постави га за престолонаследника. У аустријским и немачким новинама се 1864. појавио податак да, због тога што после вишегодишњег брака са кнегињом Јулијом нема наследника, кнез Михаило жели да усвоји Петра Карађорђевића, у то време двадесетогодишњег сина кнеза Александра Карађорђевића, и да га постави за престолонаследника. Међу првим објавама те намере је била вест из Tagespost-а од 24. (12) јуна 1864, у којој је наведено да је Михаило 20. (8) јуна изразио намеру да изведе то усвајање. По тој вести, осим Русије ниједна велика европска сила није имала ништа против тога, али да би уз посредовање Прусије то противљење могло да се премости.[67] Четири дана касније је Linzer Abendbote пренео сличну вест из Келнских новина, уз наводе да, поред тога што би кнез Михаило решио питање наслеђа, тиме би била и решена завада између Обреновића и Карађорђевића, и тиме би се практично спојили. Према тим вестима, Русија је била једина европска велика сила која се противила усвајању Петра Карађорђевића, и уместо тога је предлагала да Михаило усвоји тада 23-годишњег кнеза Црне Горе Николу I Петровића Његоша. Петар Карађорђевић је у то време похађао Сен Сир у Паризу.[68] Напослетку су планови пропали између осталог због противљења Француске да се ван неког европског конгреса ово, уз остала питања, реши,[69] па је кнез Михаило усвојио Милана Обреновића, сина свог брата од стрица Милоша.